# Dear Catastrophe Waitress
Albums de Belle and Sebastian
Storytelling
(2002) Push Barman to Open Old Wounds
(2005)
Dear Catastrophe Waitress est le cinquième album de Belle and Sebastian, sorti en 2003.
Le disque est sorti chez Rough Trade Records, au format CD ainsi qu'en vinyle.

## Liste des titres
1. Step into My Office, Baby
2. Dear Catastrophe Waitress
3. If She Wants Me
4. Piazza, New York Catcher
5. Asleep on a Sunbeam
6. I'm a Cuckoo
7. You Don't Send Me
8. Wrapped Up in Books
9. Lord Anthony
10. If You Find Yourself Caught in Love
11. Roy Walker
12. Stay Loose